# Haasgat
Haasgat è un sito archeologico, dove sono stati ritrovati fossili di un ominide e di altri mammiferi, in particolare babbuini, che si trova a circa 30 chilometri dal sito sudafricano di fossili ominidi di Sterkfontein in Sudafrica, e fa parte dell'area patrimonio dell'umanità nota come Culla dell'umanità.